# Солдатская пещера
Карстовая шахта Солдатская на Караби-Яйле (укр. Карстова шахта Солдатська на Карабі-Яйлі) — относится к геологическим памятникам природы известнякового массива Караби-Яйла на главной гряде Крымских гор на территории Белогорского района Республики Крым. Была открыта в Карабийском карстовом районе 9 мая 1968 года участниками спелеотуристической секции феодосийского клуба «Кара-Даг», 14 октября 1975 признана памятником природы.

## Общие сведения
Землепользователем территории является Алуштинское Государственное лесное хозяйство. Названа в честь безымянных солдат, погибших во время Великой Отечественной войны.
Протяжённость памятника природы 2100 м, глубина 517 м, площадь 4300 м2, объём 16 300 м3, категория сложности 4Б. Самая глубокая пещера, а также самая сложная и третья по длине пещера Крыма. До глубины 120 м состоит из наклонённой галереи в верхнеюрских известняках шириной 2-5 метров. На глубине 120—450 м состоит из лабиринта узких ходов, соединённых колодцами глубиной 9-85 м. В нижней части размещена обводнена сужена галерея длиной 380 м, которая завершается сифоном. В пещере проживают бокоплавы, кивсяки.

## История
Возле озёр Эгиз-Гель (44°52’25" пн. ш. 34°34’30" вост. д.) на высоте 980 м от уровня моря в 10 км от Красноселовки 9 мая 1968 спелеологи Г. Романенко, В. Марченко, В. Лузин вели поиск карстовых полостей на Караби на границе пролегания карстовых пород. В тальвегу временного водотока они начали разбирать нагромождение камней в карстовой воронке, где они обнаружили лаз диаметром 0,6 м длиной 4 метра. За ним шла заваленная известняковыми глыбами галерея, преодоление которой заняло определённое время. Галерея расширяется в зал 10-15 м при высоте 5 м. Его замыкает небольшой зал с каскадом заводненных углублений, что переходит в заводнений лаз. Он был непроходным через каменный завал. Движение воздуха свидетельствовало о наличии дальнейшего хода, но из-за отсутствия инструментов исследование было прекращено.

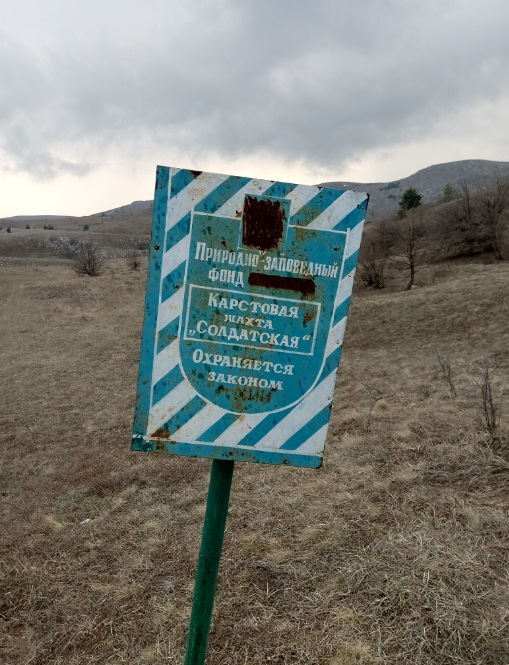
Шахта Солдатская, охранная табличка

Экспедиция вернулась в конце июля 1969 года. Благодаря зубилу и ломам в начале августа удалось пройти первый завал, за которым шёл новый. Спелеологам удалось сдвинуть вниз большой камень, открыв ход. Дальнейшее планомерное исследование ходов пещеры проходило в августе-октябре 1969 года. Были исследованы боковые ходы, глухие вертикальные ходы и достигнуты глубины 35 метров. Наклонная галерея шириной 2-5 м была завалена глыбами известняка и разделена заводненными лазами на залы. В июне 1970 экспедиция намеревалась достичь дна пещеры. В исследованиях принимали участие члены феодосийского клуба «Кара-Даг»: Г. Романенко, А. Кругленко, А. Максимович, С. Пикулькин, М. Джавадов. В. Нелипа, М. Бударин, В. Прошечкин, С. Лебединский, А. Василевский. На глубине 125 м было пройдено узкий заводненный лаз шириной 30-35 см. Дальше шёл ход по руслу подземной реки через залы с сталактитами, гелактитами. Анализ выявил в сталактитах с чёрной сердцевиной содержание 44 процентов железа. После 9-12 метровых вертикальных проходов идёт большой зал высотой до 20 метров с розовыми цилиндрическими сталагмитами. Далее идут новые вертикальные ходы до глубины в 281 метр, где проход завершался. Экспедиция назвала шахту Солдатской в честь безымянных героев войны и мирного времени. В ходах было обнаружено натёки (сталактиты, сталагмиты), субаквальные отложения (забереги, кристаллы), скопление известняковой гальки, значительные отложения глины.
В 1971 году члены феодосийского спелеоклуба «Кара-Даг» Г. Романенко, А. Кругленко, А. Максимович, С. Пикулькин, М. Джавадов. В. Нелипа, М. Бударин, В. Прошечкин, С. Лебединский, А. Василевский провели дальнейшее исследование. Они обнаружили новый лаз в конце верхней наклонной галереи. Ряд преимущественно вертикальных ходов вёл до глубины более 400 метров. На глубине 340 м идёт широкий вертикальный проход «Надежда» высотой 85 метров, по стенкам которого течёт небольшой поток. Далее идёт узкая наклонная трещинная галерея длиной 380 м с постоянным водотоком на дне. Местами свод снижается, образуя полусифоны. Примерно на 320 м галереи слева впадает небольшой поток. В конце галереи в вертикальном лазе находится большой сифон с сильным подземным водотоком — первый обнаруженный в карстовых пещерах Караби. Температура в пещере возрастает с 5,2 °C до 8 °C. Температура воды в сифоне 9,1 °C. В мае и сентябре 1972 экспедиция Института минеральных ресурсов запустила в водоток по 10 кг флюоресцента, который обнаружили в источнике Бурульча у села Межгорье (крымскотат. Baqsan).
Преимущественно воспитанники станций юных туристов со своими руководителями из Полтавы, Ужгорода, Ивано-Франковска, Запорожья провели в 1993 году экологическую экспедицию, подняв на поверхность до 500 кг мусора в 63 транспортных мешках. Вход в пещеры 1996 члены клуба «Карадаг» перекрыли решётчатыми дверями, которые были впоследствии сорваны и восстановлены 22 мая 2010 года членами клуба «Карадаг» и Федерации спортивного туризма Юго-Восточного Крыма. Рассматривается возможность исследования пещеры за сифоном.